# Skoki na trampolinie na Igrzyskach Azjatyckich 2018
Skoki na trampolinie na Igrzyskach Azjatyckich 2018 – jedna z dyscyplin rozgrywana podczas igrzysk azjatyckich w Dżakarcie i Palembangu. Zawody odbyły się w dniu 30 sierpnia w Jakarta International Expo w stolicy Indonezji. Do rywalizacji w dwóch konkurencjach przystąpiło 20 zawodników z 8 państw.

## Uczestnicy
W zawodach wzięło udział 20 zawodników z 8 państw.
| Reprezentacja   | Liczba zawodników |
| --------------- | ----------------- |
| Chiny           | 4                 |
| Filipiny        | 2                 |
| Indonezja       | 2                 |
| Japonia         | 4                 |
| Katar           | 1                 |
| Kazachstan      | 1                 |
| Korea Północna  | 2                 |
| Uzbekistan      | 4                 |
| 8 reprezentacji | 20                |

## Medaliści
| Konkurencja     | Złoto        | Srebro      | Brąz             |       |
| --------------- | ------------ | ----------- | ---------------- | ----- |
| Zawody mężczyzn | Dong Dong    | Gao Lei     | Pirmammad Alijew | [ 3 ] |
| Zawody kobiet   | Liu Lingling | Hikaru Mori | Zhu Shouli       | [ 4 ] |

## Tabela medalowa
| Pozycja | Reprezentacja | Złoto | Srebro | Brąz | Razem |
| ------- | ------------- | ----- | ------ | ---- | ----- |
| 1.      | Chiny         | 2     | 1      | 1    | 4     |
| 2.      | Japonia       | 0     | 1      | 0    | 1     |
| 3.      | Kazachstan    | 0     | 0      | 1    | 1     |
| Razem   | Razem         | 2     | 2      | 2    | 6     |